# Tetrocycloecia flabellaris
Tetrocycloecia flabellaris is een mosdiertjessoort uit de familie van de Cerioporidae. De wetenschappelijke naam van de soort is voor het eerst geldig gepubliceerd in 1929 door Canu & Bassler.